# GRDDL
GRDDL ("Gleaning Resource Descriptions from Dialects of Languages", o "Espigolar Descripcions de Recursos de Dialectes de Llenguatges") és un format de marcatge per a l'obtenció de descripcions de recursos a partir de dialectes de llengües . És una recomanació del W3C i permet als usuaris obtenir triplets RDF de documents XML, inclòs XHTML. L'especificació GRDDL mostra exemples utilitzant XSLT, però es pretenia que fos prou abstracta per permetre altres implementacions. Es va convertir en una recomanació l'11 de setembre de 2007.
GRDDL és un marcat que ens permet declarar que un document XML inclou dades del tipus 'gleanable' o enllaçar a un algorisme XSTL per 'gleaning' les dades RDF del document.
Pot ser usat per transformar un document individual o per alterar un conjunt de 'dialectes', que comparteixen un aspacio de noms XML. Per a això s'ha de ingluir un frddl:namespaceTransformation (transformació d'espai de noms) property en un resultat GRDDL del document de l'espai de noms.
Ha arribat a recomanació del W3C l'11 de setembre de 2007.